# Aubry-le-Panthou
Aubry-le-Panthou és un municipi francès situat al departament de l'Orne i a la regió de Normandia. L'any 2007 tenia 98 habitants.

## Demografia

### Població
El 2007 la població de fet d'Aubry-le-Panthou era de 98 persones. Hi havia 48 famílies de les quals 20 eren unipersonals (4 homes vivint sols i 16 dones vivint soles), 20 parelles sense fills i 8 parelles amb fills.
La població ha evolucionat segons el següent gràfic:
Habitants censats

### Habitatges
El 2007 hi havia 73 habitatges, 44 eren l'habitatge principal de la família, 21 eren segones residències i 8 estaven desocupats. Tots els 73 habitatges eren cases. Dels 44 habitatges principals, 38 estaven ocupats pels seus propietaris, 5 estaven llogats i ocupats pels llogaters i 1 estava cedit a títol gratuït; 1 tenia dues cambres, 4 en tenien tres, 14 en tenien quatre i 25 en tenien cinc o més. 5 habitatges disposaven pel capbaix d'una plaça de pàrquing. A 26 habitatges hi havia un automòbil i a 15 n'hi havia dos o més.

### Piràmide de població
La piràmide de població per edats i sexe el 2009 era:
| Homes | Edats   | Dones |
| ----- | ------- | ----- |
| 0     | 95 o +  | 0     |
| 0     | 90 a 94 | 0     |
| 0     | 85 a 89 | 1     |
| 1     | 80 a 84 | 0     |
| 3     | 75 a 79 | 3     |
| 3     | 70 a 74 | 7     |
| 3     | 65 a 69 | 3     |
| 3     | 60 a 64 | 2     |
| 0     | 55 a 59 | 1     |
| 8     | 50 a 54 | 3     |
| 3     | 45 a 49 | 2     |
| 2     | 40 a 44 | 3     |
| 4     | 35 a 39 | 9     |
| 2     | 30 a 34 | 1     |
| 2     | 25 a 29 | 1     |
| 3     | 20 a 24 | 0     |
| 3     | 15 a 19 | 1     |
| 5     | 10 a 14 | 1     |
| 0     | 5 a 9   | 5     |
| 3     | 0 a 4   | 2     |

## Economia
El 2007 la població en edat de treballar era de 66 persones, 33 eren actives i 33 eren inactives. De les 33 persones actives 31 estaven ocupades (16 homes i 15 dones) i 2 estaven aturades (1 home i 1 dona). De les 33 persones inactives 12 estaven jubilades, 4 estaven estudiant i 17 estaven classificades com a «altres inactius».
Activitats econòmiques
Dels 3 establiments que hi havia el 2007, 1 era d'una empresa de comerç i reparació d'automòbils i 2 d'empreses de serveis.
L'any 2000 a Aubry-le-Panthou hi havia 11 explotacions agrícoles que ocupaven un total de 365 hectàrees.

## Poblacions més properes
El següent diagrama mostra les poblacions més properes.